# Tosterups socken
Tosterups socken i Skåne ingick i Ingelstads härad, ingår sedan 1971 i Tomelilla kommun och motsvarar från 2016 Tosterups distrikt.
Socknens areal är 13,61 kvadratkilometer varav 13,50 land. År 2000 fanns här 108 invånare. Tosterups slott samt intill detta sockenkyrkan Tosterups kyrka ligger i socknen.

## Administrativ historik
Socknen har medeltida ursprung. Socknen införlivade omkring 1569 huvuddelen av Gärarps socken, där den mindre delen uppgick i Bollerups socken.
Vid kommunreformen 1862 övergick socknens ansvar för de kyrkliga frågorna till Tosterups församling och för de borgerliga frågorna bildades Tosterups landskommun. Landskommunen uppgick 1952 i Glemmingebro landskommun som upplöstes 1971 då denna del uppgick i Tomelilla kommun. Församlingen uppgick 2002 i Smedstorps församling.
1 januari 2016 inrättades distriktet Tosterup, med samma omfattning som församlingen hade 1999/2000.  
Socknen har tillhört län, fögderier, tingslag och domsagor enligt vad som beskrivs i artikeln Ingelstads härad.

## Geografi
Tosterups socken ligger nordost om Ystad. Socknen är en småkuperad odlingsbygd.

## Fornlämningar

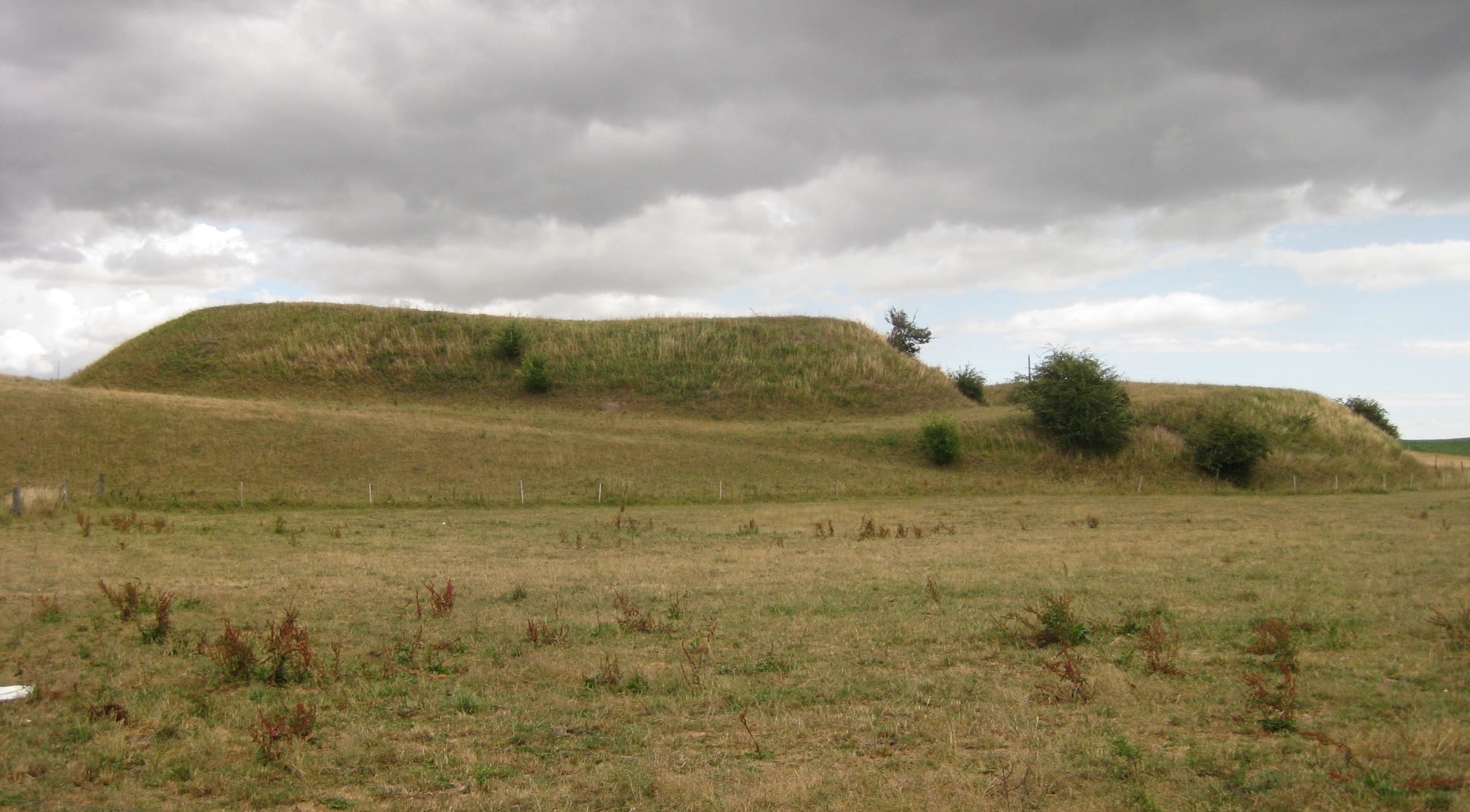
Vallen

Från bronsåldern finns tio gravhögar. Ruiner efter en medeltida borg finns vid Vallen. 

## Namnet
Namnet skrevs 1364 Tostorp och kommer från kyrkbyn/godset. Namnet innehåller mansnamnet Tosti och torp, 'nybygge'..